# Fuentes de Oñoro
Pour les articles homonymes, voir Fuentes.
Fuentes de Oñoro est une commune de la province de Salamanque dans la communauté autonome de Castille-et-León en Espagne.
La commune se trouve à la frontière hispano-portugaise, Vilar Formoso (commune d'Almeida) étant la localité portugaise la plus proche.

## Histoire
Au cours du printemps 1811, dans le cadre de la guerre d'indépendance espagnole, a eu lieu la bataille de Fuentes de Oñoro, où les armées anglo-portugaises commandées par le duc de Wellington engagèrent le combat contre l'armée française commandée par le maréchal Masséna.